# Centro (João Pessoa)
O Centro é um bairro da cidade de João Pessoa, no estado brasileiro da Paraíba. O centro da capital paraibana localiza-se distante do mar, devido à fundação da cidade próximo ao rio Sanhauá.
A localidade é o principal setor comercial da cidade, atraindo centenas de milhares de pessoas de todas as demais zonas da região urbana e de outras cidades todos os dias para comprar, se divertir ou trabalhar.
Como muitas linhas de ônibus passam por esse bairro em seu trajeto, mesmo quando este não é o destino final do passageiro, ele acaba tendo que passar pelo Centro, que abriga os arranha-céus mais antigos da cidade, visto que mais imponentes da atualidade estão na zona leste, próximo à orla, sendo a maior parte com função residencial e comercial simultaneamente.
É no centro de João Pessoa que se assenta o principal cartão postal da zona norte da cidade, a Lagoa do Parque Sólon de Lucena, bem como as principais lojas do comércio local. O bairro conta também com um hipermercado e lojas diversas de varejo e atacado.

## Galeria

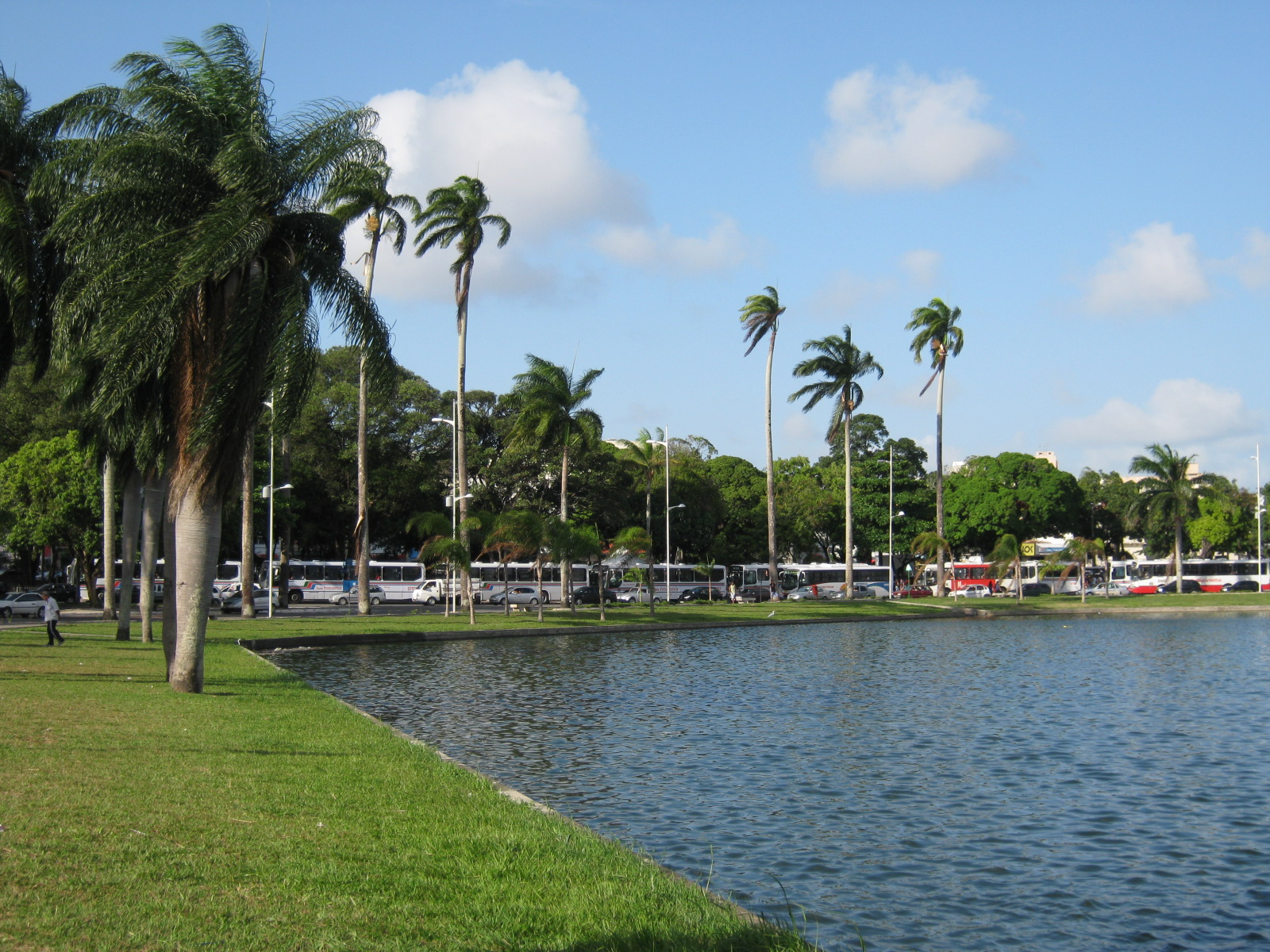
Lagoa do Parque Sólon de Lucena durante o dia.
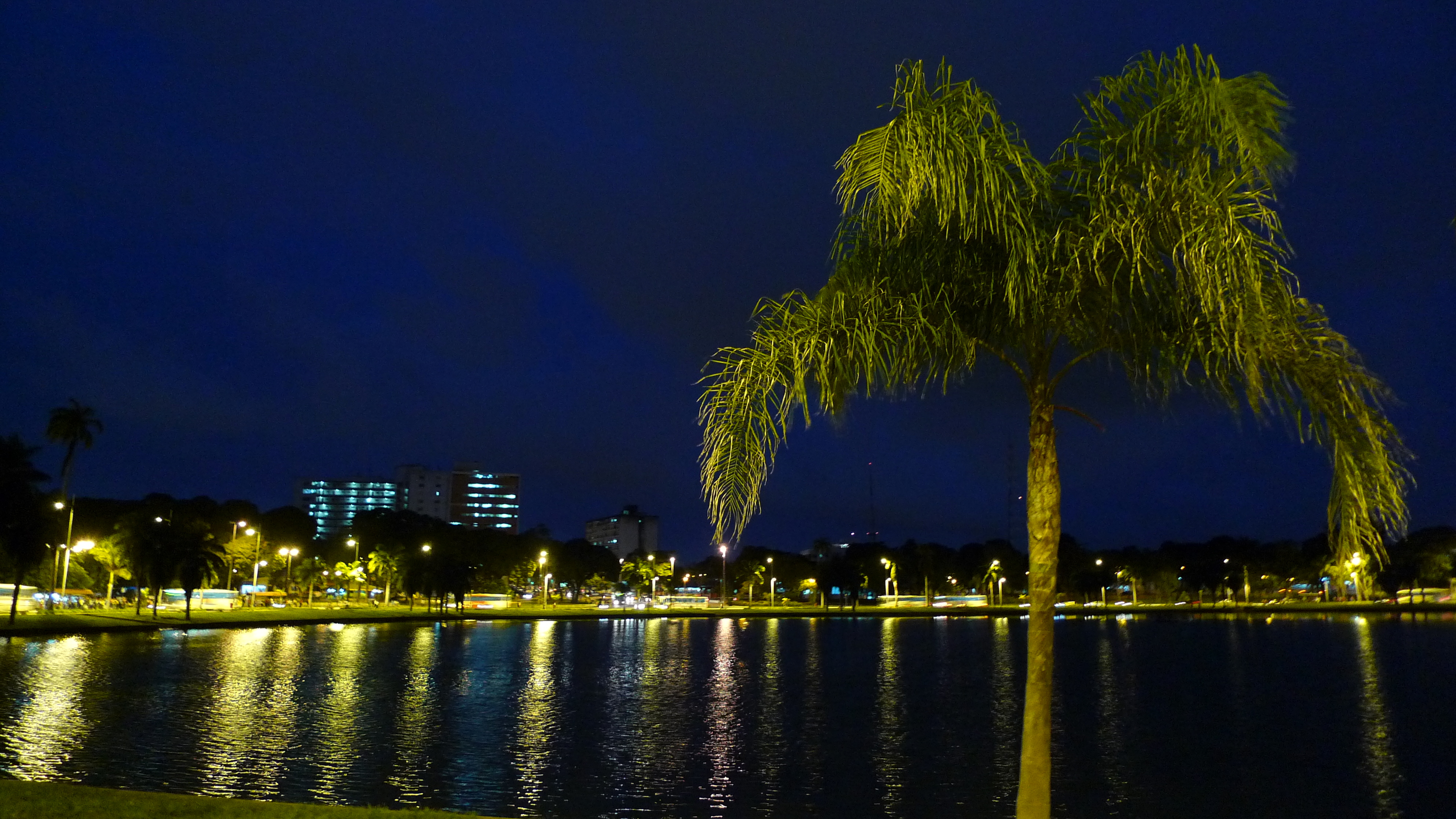
Lagoa do Parque Sólon de Lucena à noite.
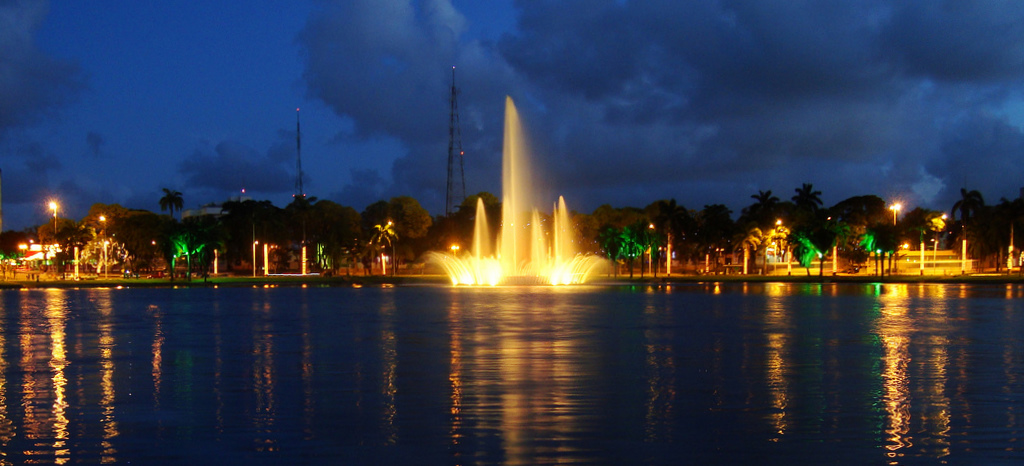